# Nakamichi
Nakamichi (ナカミチ株式会社, Nakamichi Denki kabushiki-gaisha) is een Japans fabrikant van audioapparatuur die sinds 1997 eigendom is van het Chinese Grande Holdings.

## Geschiedenis
Nakamichi werd in 1948 opgericht door Etsuro Nakamichi in Tokio als Nakamichi Research. Men deed in het instituut onderzoek naar elektromagnetisme, magnetische opnametechniek, akoestiek en communicatie. De eerste producten die het bedrijf ontwikkelde werden verkocht onder andere handelsnamen. Met de ontwikkeling van de muziekcassette ging Nakamichi ook hoogwaardige cassettedecks produceren.

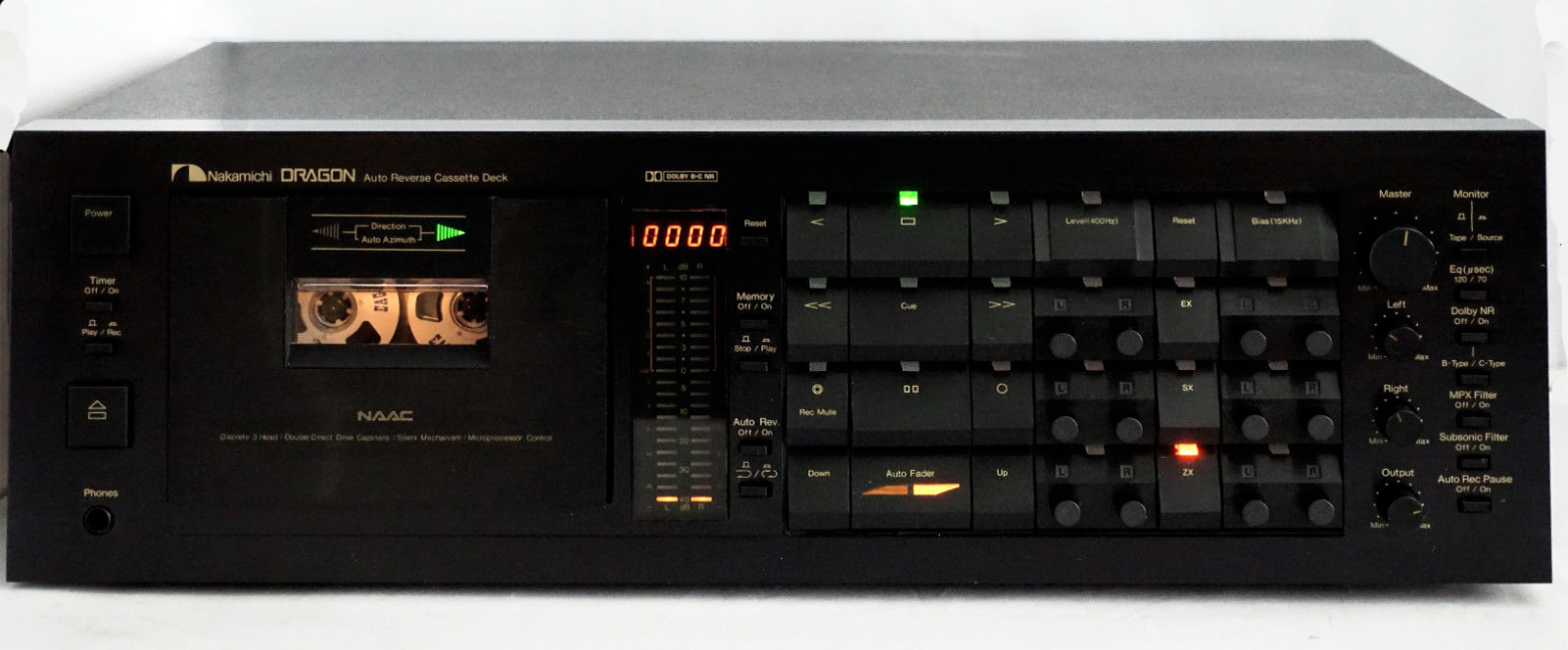
Dragon-cassettedeck

In 1973 was Nakamichi een van de eerste fabrikanten die cassetterecorders introduceerde met drie magneetkoppen. Dit maakt het mogelijk om de opname die zojuist op de band werd geschreven direct te controleren en te beluisteren, terwijl de muziekopname nog bezig was. Er kwamen twee modellen met deze technologie op de markt, de Nakamichi 1000 en 700.
In de jaren 80 van de twintigste eeuw werd Nakamichi bekend met haar Dragon-cassettedeck met de NAAC-functie (Nakamichi Auto Azimuth Correction) waarbij de afspeelkop zich automatisch kon afstellen (De band staat dan loodrecht op de kop en heeft dan de juiste azimuth) om zo leesfouten te corrigeren. Deze techniek is oorspronkelijk ontwikkeld door Marantz. En later geperfectioneerd door Nakamichi.

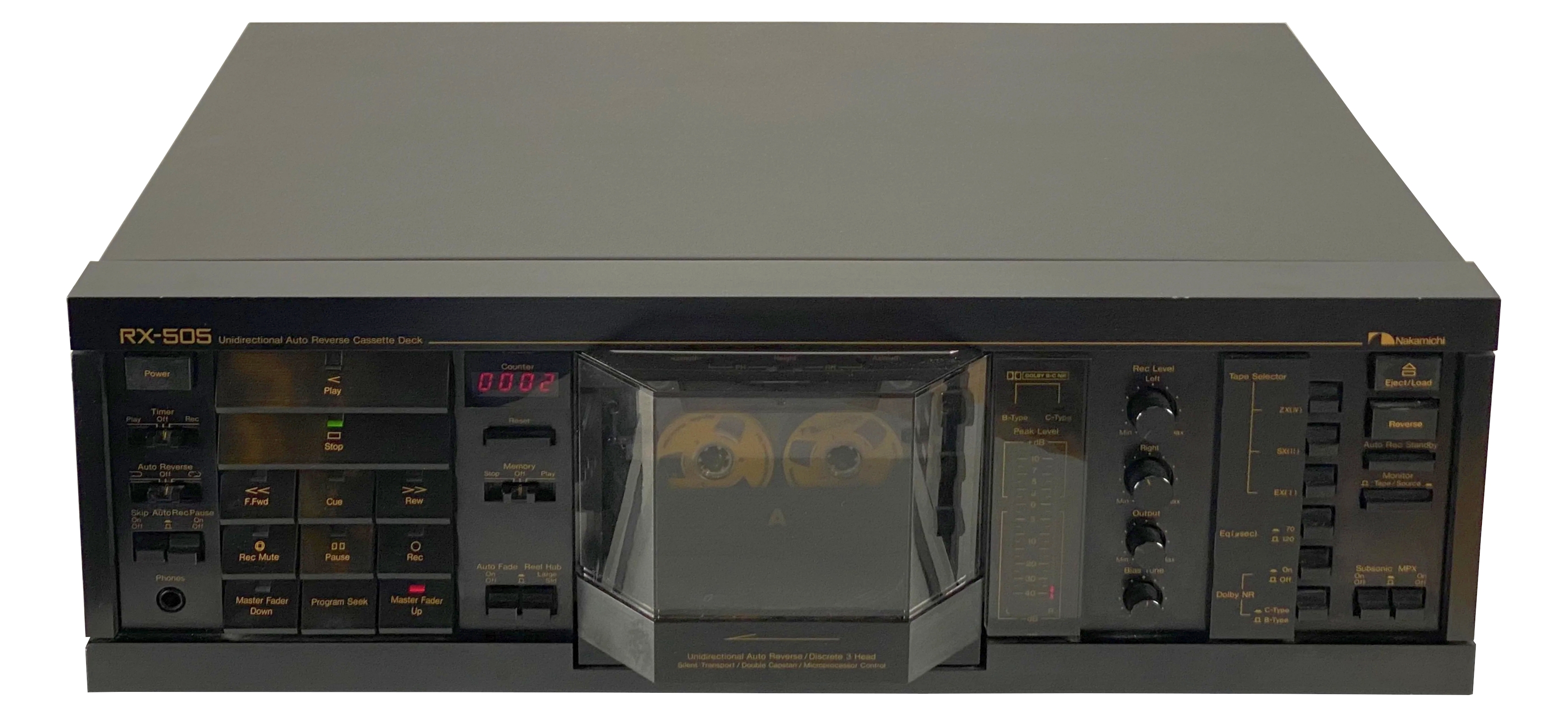
RX 505-cassettedeck met mechanische autoreverse.

Het bedrijf ontwikkelde de RX-serie van cassettedecks met een mechanische autoreverse. In tegenstelling tot conventionele autoreverse-apparaten, werd de geluidskop niet aan het einde van de cassetteband omgekeerd, maar in plaats daarvan werd de cassette in het apparaat mechanisch gedraaid met behulp van een speciaal mechanisme.
In de jaren 80 vervaardigde Nakamichi ook andere componenten van een typisch stereosysteem in die tijd, maar ondanks dat bleven hun cassettedecks veruit het populairste product. 
Nakamichi bouwde in de jaren negentig ook cd-wisselaars voor cd-romspelers. Deze apparaten konden maximaal zeven cd's bevatten en werden aangesloten via een SCSI-interface.
Het bedrijf werd populair bij Japanse autofabrikanten, die apparatuur van Nakamichi gingen inbouwen in hun voertuigen. Daarnaast produceerde het bedrijf ook draaitafels, tuners, versterkers, cd-spelers en luidsprekers.

## Economische problemen
In de jaren negentig werden cassettedecks geleidelijk volledig van de markt verdrongen door andere digitale opnamemedia, aanvankelijk door opneembare cd's en later ook door MP3-technologie. Met het verdwijnen van de cassettedecks verdween ook het hoofdinkomen van het bedrijf.
Het bedrijf was ook in Europa actief, maar trok zich terug vanwege verkoop- en marketingproblemen. In 1997 werd Nakamichi overgenomen door het in Hongkong gevestigde Chinese bedrijf Grande Holdings, dat ook eigenaar werd van merken als Akai en Sansui.